# 니콜라 프랑수아 몰리앵

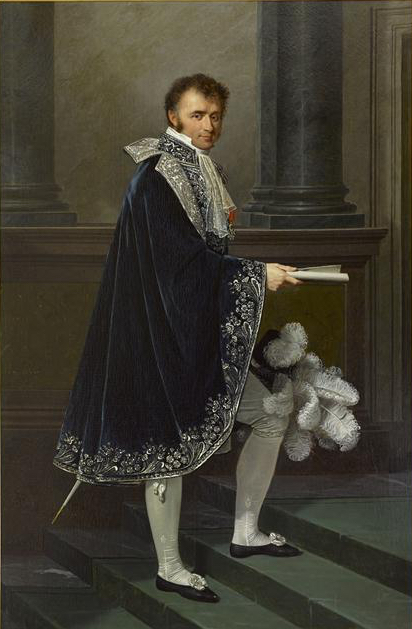

몰리앵 백작 니콜라 프랑수아(Nicolas François, comte Mollien, pair de France)는 프랑스의 행정가, 정치가로 1758년 2월 28일 루앙에서 태어나 1850년 4월 20일 파리에서 사망했다.

## 생애
니콜라 프랑수아 몰리앵은 루앙 출신의 도매상이자 제조업자인 자크로베르 몰리앵(1712-1794)과 그의 두번째 아내 안마들렌로즈 코텔의 아들로 태어났다.